# 伊佐町
伊佐町（いさちょう）は、山口県美祢郡にあった町。現在の美祢市伊佐町伊佐・伊佐町河原にあたる。本項では町制前の名称である伊佐村（いさそん）についても述べる。

## 地理
- 山岳 ： 桜山、岡山、日ノ岳、雨乞山
- 河川 ： 厚狭川、伊佐川

## 歴史
- 1889年（明治22年）4月1日 - 町村制の施行により、伊佐村・河原村の区域をもって伊佐村が発足。
- 1924年（大正13年）1月1日 - 伊佐村が町制施行して伊佐町となる。
- 1954年（昭和29年）3月31日 - 大嶺町・於福村・東厚保村・西厚保村・豊浦郡豊田前町と合併して美祢市が発足。同日伊佐町廃止。

## 経済

### 産業
農業
『大日本篤農家名鑑』によれば、伊佐村の篤農家は石川、佐々木、田原、村上、吉村、村田、寺田姓の人物がいた。

## 交通

### 鉄道路線
- 伊佐軌道
  - 伊佐軌道線
    - 下市駅 - 北川駅

### 道路
現在は旧町域に中国自動車道の美祢インターチェンジが所在するが、当時は未開通。

## 出身人物
- 阿川甲一（満洲阿川組社長） - 阿川機工社長阿川幸寿、作家阿川弘之の父。法学者阿川尚之、タレント・エッセイスト阿川佐和子の祖父。
- 岡田治衛武（衆議院議員、武蔵電気鉄道取締役社長）[2]
- 古屋武助（萩市長） - 伊佐出身[3]。